# Crambopsis excludens
Crambopsis excludens là một loài bướm đêm trong họ Noctuidae.